# Pankorinthiakos
Le Pankorinthiakos (en grec moderne : Παγκορινθιακός) est un ancien club grec de football fondé en 1959 et disparu en 1999, et basé en Corinthie.

## Histoire
Il naît de la fusion entre deux clubs de Corinthie : l'Olympiakos Corinthie et l'Achilleus Corinthie.
Le club de Pankorinthiakos ne participe qu'une seule fois au championnat de Grèce de première division, l'Alpha Ethniki. C'est lors de la saison 1959-1960, où il ne peut éviter la relégation en perdant le match de barrage face à Panegialios.
En 1963, il fusionne avec l'Aris Corinthe pour former le club de PAS Korinthos.
Un nouveau club de Pankorinthiakos est créé par la suite. Il est de nouveau absorbé en 1999 par le PAS Korinthos.

## Personnalités du club

### Entraîneurs du club
- Gavrilos Gazis

### Anciens joueurs du club
- Fanis Tasinos
- Giorgos Kois